# As-Suwajijja
As-Suwajijja – wieś w Syrii, w muhafazie Dajr az-Zaur. W 2004 roku liczyła 6368 mieszkańców.